# Damaeus appalachicus
Damaeus appalachicus är en kvalsterart som beskrevs av Norton 1978. Damaeus appalachicus ingår i släktet Damaeus och familjen Damaeidae. Inga underarter finns listade i Catalogue of Life.